# Radikal 80
Radikal 80 mit der Bedeutung „Mutter“, „nicht“ ist eines von 34 der 214 traditionellen Radikale der chinesischen Schrift, die mit vier Strichen geschrieben werden.
Mit 5 Zeichenverbindungen in Mathews’ Chinese-English Dictionary gibt es sehr wenige Schriftzeichen, die unter diesem Radikal im Lexikon zu finden sind.
Die Siegelschrift-Form zeigt eine Frau (= 女 nǚ), der ein horizontaler Strich hinzugefügt ist: 母. Diese Variante hat die Bedeutung „Mutter“. Die zwei Punkte symbolisieren die Brüste einer stillenden Mutter. Diese Punkte wurden später zu einem vertikalen Strich. 毋 und 母 waren ursprünglich ein Zeichen. Erst die Bronzeschrift machte aus 母 das 毋, bevor später wieder beide Formen verwendet wurden: 毋 im Sinne von „nicht, verboten“ und 母 als „Mutter“.
每 (mei = jeder, jede, jedes) trug in der Urform den Graskopf (艹; Radikal 140) und bedeutete üppig wachsendes Gras. Später wurde es wegen seiner gleichen Aussprache als Zeichen für das Wort „jeder“ genommen. In der Kanzleischrift der Han-Dynastie wurde 每 (mei) mit dem Schatzdeckel (亠; Radikal 8) geschrieben, die folgende Normalschrift (楷书 kaishu) machte dann die heutige Form 每 daraus.
In nicht wenigen zusammengesetzten Zeichen fungiert 每 (mei) als Lautträger, zum Beispiel in 梅 (mei = Aprikose) oder 霉 (mei = Schimmel). In 悔 (hui = bedauern) hat 每 (mei) eine erweiterte Lautträgerfunktion. 母 (mu) selbst tritt ebenfalls als Lautträger auf wie in 拇 (in: 拇指 muzhi = Daumen) oder 姆 (in 保姆 baomu = Kinderfrau).
毒 (du = Gift) trug ursprünglich den Graskopf (艹) und darunter eine aus 土 oben und 母 (mu) unten gebildete Komponente. Die Bedeutung dieses Zeichens war giftige Pflanze. 母 (mu) ist hier nur allgemeine Komponente.

## Schriftzeichenverbindungen, die vom Radikal 80 regiert werden
| Striche | Zeichen |
| ------- | ------- |
| +0      | 毋 毌   |
| +01     | 母      |
| +02     | 毎      |
| +03     | 每 毐   |
| +04     | 毑 毒   |
| +09     | 毓      |

 Im Unicodeblock Kangxi-Radikale ist das Radikal 80 unter der Codepointnummer 12.111 (U+2F4F) codiert.